# Doris Metaxa
Doris Metaxa épouse Howard (née le 12 juin 1911 et morte le 7 septembre 2007), est une joueuse de tennis française des années 1930, marseillaise d'origine grecque. 
En 1932, elle a remporté le tournoi de Wimbledon en double dames aux côtés de la Belge Josane Sigart face à Elizabeth Ryan et Helen Jacobs, un an après une finale perdue avec la même partenaire.
Après ce succès, elle épouse deux semaines plus tard Peter Howard, journaliste, dramaturge et capitaine de l'équipe d'Angleterre de rugby à XV en 1931. Leur fils Philip Howard, né en 1933, est journaliste au quotidien le Times depuis 1965.

## Palmarès (partiel)

### Titre en double dames
| No | Date       | Nom et lieu du tournoi      | Catégorie | Surface      | Partenaire    | Finalistes                  | Score    |          |
| -- | ---------- | --------------------------- | --------- | ------------ | ------------- | --------------------------- | -------- | -------- |
| 1  | 20/06/1932 | The Championships Wimbledon | G. Chelem | Gazon (ext.) | Josane Sigart | Elizabeth Ryan Helen Jacobs | 6-4, 6-3 | Parcours |

### Finale en double dames
| No | Date       | Nom et lieu du tournoi      | Catégorie | Surface      | Vainqueures                      | Partenaire    | Score         |          |
| -- | ---------- | --------------------------- | --------- | ------------ | -------------------------------- | ------------- | ------------- | -------- |
| 1  | 22/06/1931 | The Championships Wimbledon | G. Chelem | Gazon (ext.) | Dorothy Shepherd Phyllis Mudford | Josane Sigart | 3-6, 6-3, 6-4 | Parcours |

## Parcours en Grand Chelem (partiel)
Si l’expression « Grand Chelem » désigne classiquement les quatre tournois les plus importants de l’histoire du tennis, elle n'est utilisée pour la première fois qu'en 1933, et n'acquiert la plénitude de son sens que peu à peu à partir des années 1950.

### En simple dames
| Année | Championnat d'Australie | Championnat d'Australie | Internationaux de France | Internationaux de France | Wimbledon      | Wimbledon     | US National | US National |
| ----- | ----------------------- | ----------------------- | ------------------------ | ------------------------ | -------------- | ------------- | ----------- | ----------- |
| 1929  | -                       | -                       | 1er tour (1/32)          | Lolette Payot            | -              | -             | -           | -           |
| 1930  | -                       | -                       | 1er tour (1/32)          | G. Charnelet             | -              | -             | -           | -           |
| 1931  | -                       | -                       | 3e tour (1/8)            | Helen Jacobs             | 3e tour (1/16) | Gwen Sterry   | -           | -           |
| 1932  | -                       | -                       | 3e tour (1/8)            | Helen Jacobs             | 4e tour (1/8)  | Dorothy Round | -           | -           |
| 1934  | -                       | -                       | 2e tour (1/16)           | Lucia Valerio            | 3e tour (1/16) | Billie Yorke  | -           | -           |
| 1935  | -                       | -                       | -                        | -                        | 2e tour (1/32) | Phyllis King  | -           | -           |
| 1939  | -                       | -                       | -                        | -                        | 2e tour (1/32) | Arlette Halff | -           | -           |

À droite du résultat, l’ultime adversaire.

### En double dames
| Année | Championnat d'Australie | Championnat d'Australie | Internationaux de France     | Internationaux de France   | Wimbledon                    | Wimbledon                  | US National | US National |
| ----- | ----------------------- | ----------------------- | ---------------------------- | -------------------------- | ---------------------------- | -------------------------- | ----------- | ----------- |
| 1929  | -                       | -                       | 1er tour (1/16) C. Rosambert | Lilí Álvarez C. Bouman     | -                            | -                          | -           | -           |
| 1931  | -                       | -                       | 1/4 de finale C. Rosambert   | E. Bennett Betty Nuthall   | Finale Josane Sigart         | D. Shepherd P. Mudford     | -           | -           |
| 1932  | -                       | -                       | 2e tour (1/8) Sylvie Jung    | Kitty McKane Freda James   | Victoire Josane Sigart       | E. Ryan Helen Jacobs       | -           | -           |
| 1934  | -                       | -                       | 1/4 de finale C. Rosambert   | Helen Jacobs Sarah Palfrey | 2e tour (1/16) C. Rosambert  | Helen Jacobs Sarah Palfrey | -           | -           |
| 1935  | -                       | -                       | -                            | -                          | 1/2 finale Josane Sigart     | S. Mathieu H. Sperling     | -           | -           |
| 1938  | -                       | -                       | -                            | -                          | 3e tour (1/8) Josane Sigart  | Freda James Kay Stammers   | -           | -           |
| 1939  | -                       | -                       | -                            | -                          | 2e tour (1/16) Josane Sigart | Mary Hardwick M. Scriven   | -           | -           |

Sous le résultat, la partenaire ; à droite, l’ultime équipe adverse.

### En double mixte
| Année | Championnat d'Australie | Championnat d'Australie | Internationaux de France   | Internationaux de France | Wimbledon | Wimbledon | US National | US National |
| ----- | ----------------------- | ----------------------- | -------------------------- | ------------------------ | --------- | --------- | ----------- | ----------- |
| 1929  | -                       | -                       | 1er tour (1/32) G. Glasser | Helen Wills F. Hunter    | -         | -         | -           | -           |
| 1930  | -                       | -                       | 1er tour (1/32) G. Glasser | H. Sperling Kleinschroth | -         | -         | -           | -           |

Sous le résultat, le partenaire ; à droite, l’ultime équipe adverse.